# 奧地利殖民帝國
奧地利殖民帝國（Österreichische Kolonialreich），是哈布斯堡王朝統治下的奧地利對於殖民的政策與統治。自17世紀到19世紀，奧地利君主國、奧地利帝國和奧匈帝國都曾進行過一些殖民嘗試，透過海外殖民貿易來擴大殖民的影響力。

## 1884年柏林會議
1884年，歐洲列強就非洲殖民瓜分召開會議，其中奧國代表埃默里希·塞切尼·馮·薩爾瓦爾-費爾索維德克（Emerich Széchényi von Sárvár-Felsővidék）出席了這場會議，在會議中，雖然奧地利-匈牙利沒有申請任何永久殖民地或通商口岸，但確實獲得了一些間接利益，奧國獲得了在所有歐洲控制的非洲港口自由停靠的特權。

## 奧地利殖民地

### 殖民貿易公司組織

#### 奧地利東印度公司
奧地利東印度公司（Österreichische Ostindien-Kompanie）是奧地利君主國的殖民貿易公司。在1775年時，當時的荷蘭裔英國商人威廉·博爾茨向奧地利君主國政府提供服務，提出了從的里雅斯特港口沿著亞得里亞海出海，重新建立奧地利與東印度的貿易建議。他的建議被當時的奧地利女皇瑪麗亞·特蕾西婭接受，並成立了奧地利東印度公司，由博爾茨擔任負責人，協助奧地利的殖民貿易事務。於是1776年9月24日，博爾茨率領一支艦隊從托斯卡納大公利奧波德一世和二世領地的里窩那啟航前往東印度。他隨身攜帶了一份為期十年的特許狀，授權他以帝國的名義自奧地利的亞得里亞海各港口前往與波斯、印度、中國和非洲與美洲之間進行貿易。

### 德拉戈亞灣
德拉戈亞灣或稱潟湖灣（Lagunenbucht），即今馬普托灣。1778年，威廉·博爾茨的另一支艦隊由戈特弗里德·斯塔爾 (Gottfried Stahl)率領，自奧屬尼德蘭的佛蘭德斯起航，其中包括了約瑟夫和特蕾西婭號（SMS Joseph und Theresia），在1779年登陸並停靠於德拉戈亞灣。自登陸後，奧地利派駐了軍隊由博爾茨指揮，並修建防禦堡壘，建立了貿易站與工廠，與當地部落展開了長期貿易。工廠與貿易站在奧地利統治下很快開始蓬勃發展。兩年後，這家由155名男性和多名女性組成的工廠開始從事象牙貿易，每年利潤高達75,000英鎊。
1781年，葡萄牙帝國艦隊展開登陸，並攻擊了博爾茨的軍隊，迫使奧地利軍隊被驅逐，確立了葡萄牙在該地的永久殖民。

### 特蕾西婭群島
特蕾西婭群島（Theresia-Inseln）即今尼科巴群島，奧地利君主國曾三次試圖殖民該地，但除了第一次的成功殖民外，其餘兩次分別因政府當局的反對及國際衝突的影響而失敗。1778年，戈特弗里德·斯塔爾 (Gottfried Stahl) 和他的船員登上約瑟夫和特蕾莎號 (SMS Joseph und Theresia) 號，此時的威廉·博爾茨在德拉戈亞灣執行任務後，前往特蕾西婭群島。這次任務是博爾茨在東印度殖民貿易事業的一部分。斯塔爾在抵達當地後也親自向當地人致意，並與當地的尼科巴人簽訂了一份合約，將所有二十四個島嶼轉讓給奧地利政府。殖民取得了成功，直到任命為殖民地領袖的斯塔爾於1783年去世。七十三年後的1858年，當時正在進行環球航行的諾瓦拉號（SMS Novara）決定航行到特蕾西婭群島。登陸最北端的卡尼科巴島，其目的是促進科學探索，包括尋找可能的流放地。該艦指揮官卡爾·馮·謝爾澤（Karl von Scherzer）推動了「再殖民化」，促使奧地利科學家和考古學家展開探索了包括楠考里島和格莫爾達島的島嶼，並收集了400件島上原生文物。但在之後，奧地利政府決定反對謝爾澤的建議，招回所有團隊，並關閉所有潛在的殖民機會。1886年，奧地利-匈牙利（奧匈帝國）政府受柏林會議影響，對全球化殖民產生了興趣。奧地利政府再次組織艦隊前往特蕾西婭群島，但當船員們乘坐極光號護衛艦（SMS Aurora）抵達南考裡島時，他們驚訝的發現整個特蕾西婭群島早在幾年前就已經被英國殖民，並更名成了尼科巴群島。也因此被迫放棄了殖民特蕾西婭群島的計畫。

### 弗朗茨群島
弗朗茨·約瑟夫群島（Franz Josef-Land）是一個位於北冰洋的群島，現屬於俄羅斯聯邦管轄，其歷史可追朔到1870年，德國探險家奧古斯都·海因里希·彼得曼（Augustus Heinrich Petermann）在參與了1868年的德國北極探險後，向奧匈帝國提議，在北冰洋北部尋找可航行的替代路線，彼得曼的建議被奧匈帝國所接受，使1871年，奧匈帝國展開第一次航行測試，由奧匈帝國陸軍上將朱利尤斯·馮·佩爾（Julius von Payer）與海軍上將卡爾·魏普雷希特（Karl Weyprecht）領航。最終在1872年抵達挪威的斯瓦爾巴群島，在登島後，於當地進行補給與整備，並於1872年正式啟航。
1873年，這支北極探險隊發現了今天的弗朗茨群島，並以奧匈帝國皇帝弗朗茨·約瑟夫一世的名字命名為弗朗茨·約瑟夫群島。至此弗朗茨群島成為奧匈帝國的海外領地，曾計劃像丹麥格陵蘭一樣安排移民。但尚在初始階段奧匈帝國就解體了。
1926年，蘇維埃政府確認對其的主權。雖然位置偏遠但地下有煤炭、石油和天然氣。現時俄羅斯聯邦已在島上建立「三葉草基地」，以準備將來在這裡開採這些天然資源。

### 北加里曼丹
北加里曼丹（Nordkalimantan）即今天的沙巴，其歷史可追朔到1877年，當時一位香港商人將其對北加里曼丹的權利轉賣給奧匈帝國駐該地的領事古斯塔夫·馮·奧弗貝克伯爵 (Baron Gustav von Overbeck)。1878年，古斯塔夫·馮·奧弗貝克從汶萊蘇丹國和蘇祿蘇丹國購買了土地，並從美國婆羅洲貿易公司購買了更多所有權，形成了當時的北加里曼丹保護國。奧弗貝克的朋友威廉·克拉克·考伊 (William Clarke Cowie ) 在蘇祿蘇丹國頗有影響力，因此允許奧弗貝克於1878年購買更多領土，並將其納入北加里曼丹保護國。
在這一系列購買之後，奧弗貝克前往歐洲，試圖透過將北加里曼丹宣傳是流放地來轉賣給其他人，並到各國宣傳，包括了在奧國、英國、德國和義大利等地。由於大部分國家對北加里曼丹缺乏興趣，因此奧弗貝克後來將這些土地轉賣給了英國殖民商人阿爾弗雷德·登特 (Alfred Dent) ，後來於1880年成立了英國北婆羅洲公司，並在日後，由英國政府購買了北婆羅洲。

### 里奧德奧羅
里奧德奧羅（Río de Oro）是西班牙的非洲殖民地，在美西戰爭後，西班牙帝國希望放棄其部分殖民地換取國內控制與穩定國家，於是在1898年，西班牙外交官向奧匈帝國提出「里奧德奧羅購買案」。恩斯特·韋斯爾（Ernst Weisl）與奧地利外交部長阿格諾爾·戈盧霍夫斯基（Agenor Goluchowski）達成了協議，日後戈盧霍夫斯基說服奧地利帝國議會，使弗朗茨·約瑟夫皇帝公開支持這項交易，並起草條約來購買所有權將其轉讓給奧匈帝國。然而，匈牙利王國國會在最終確定前夕阻止了里奧德奧羅購買案。